# Accident aérien de Medellín
L'accident aérien de Medellín s'est produit le 24 juin 1935 à l'aéroport Olaya Herrera (es) de Medellín en Colombie lorsque le Ford Trimotor immatriculé F-31 de la compagnie SACO (es) a percuté au décollage un avion du même modèle, immatriculé C-31 et appartenant à la compagnie SCADTA. 
L'accident a tué les sept occupants de l'avion immatriculé C-31, et dix des treize de l'avion immatriculé F-31, dont le chanteur de tango Carlos Gardel, son parolier Alfredo Le Pera et ses guitaristes Guillermo Barbieri (es) et Ángel Domingo Riverol (es).